# ایستگاه راه‌آهن آبیک
ایستگاه راه‌آهن آبیک (انگلیسی: Abyek railway station) واقع در شهرستان آبیک، استان قزوین تحت مالکیت راه‌آهن ایران است.

## خط راه‌آهن
- خط راه‌آهن تهران-تبریز